# Sleeping Beauty (film 2011)
Sleeping Beauty è un film del 2011 scritto e diretto da Julia Leigh e interpretato da Emily Browning.
Si basa in parte sulla novella La casa delle belle addormentate dello scrittore premio Nobel giapponese Yasunari Kawabata. È stato presentato in concorso al Festival di Cannes 2011.

## Trama
Lucy è una ragazza di una bellezza quasi poetica, e per mantenere i suoi studi e pagare l’affitto fa svariati lavori: sta in un ufficio durante il giorno e in un ristorante di sera. Si presta occasionalmente anche come “cavia” in un laboratorio. Inoltre si occupa di un parente malato, Birdmann, che prova una forte attrazione per lei. Nonostante non lo ricambi, Lucy ama la compagnia di Birdmann, l’unico momento in cui è in grado di ridere ancora. Un giochetto divertente tra i due consiste in Birdmann che chiede frequentemente a Lucy di sposarlo, domanda a cui lei risponde sempre di no.
A causa delle ristrettezze economiche e della salute precaria di Birdmann, Lucy decide di cercare un altro lavoro part-time. Attraverso un annuncio per un lavoro a breve termine, Lucy conosce Clara, che gestisce un servizio di catering con giovani cameriere in lingerie per una clientela maschile d’alto bordo. Clara le assicura che ai clienti non è concesso toccare “sessualmente” le ragazze. Lucy quindi accetta. Clara le assegna il nome “Sara” per mantenere l’anonimato. Dopo un’altra serata come cameriera in lingerie, Lucy viene promossa. Riceve la chiamata di Tom, l’assistente di Clara, per un altro tipo di lavoro. Lucy viene condotta in una villa di campagna dove Clara le offre un nuovo ruolo che consiste nel venire volontariamente sedata e dormire nuda accanto a degli uomini. Ai clienti è concesso accarezzarla, toccarla ma non è ammessa la penetrazione. Dopo essersi addormentata, Lucy giace priva di coscienza su un sontuoso letto mentre Clara conduce da lei il primo cliente. Dopo aver ricordato la regola che vieta la penetrazione, l’uomo si spoglia e si rannicchia accanto a Lucy. 
Dopo alcune di queste sedute, Lucy possiede abbastanza denaro da traslocare in un appartamento più grande e costoso dove vive da sola. Un giorno riceve una chiamata da Birdmann, in overdose da antidolorifici. Lucy si precipita da lui e lo trova a letto morente. Piangendo, si spoglia e si sdraia con lui, ma Birdmann muore tra le sue braccia. Al suo funerale, Lucy chiede improvvisamente ad un vecchio amico di sposarla, in ricordo del giochetto tra lei e Birdmann. L’amico tuttavia, non capendo il riferimento, la prende sul serio e, basito, la rifiuta, citando come motivazione tutti i problemi personali di Lucy. Durante il seguente incarico fornitole da Clara, Lucy le chiede se può vedere cosa le succede mentre dorme. Clara rifiuta poiché ne andrebbe dell’anonimato dei clienti. 
Lucy decide di filmare di nascosto l’incontro. Il cliente è di nuovo il primo uomo, ma questa volta, anche lui beve il the con una dose altamente maggiore di sedativo. Il mattino seguente, Clara entra nella stanza per controllare il polso dell’uomo, mostrandosi per niente sorpresa quando l’uomo non si risveglia.
Clara cerca di svegliare Lucy, anch’essa in overdose da sedativo, e riesce a rianimarla con la respirazione artificiale. Lucy inizia a urlare quando vede il corpo del cliente morto sdraiato accanto a lei. Il film si conclude con la scena ripresa dalla telecamera nascosta: il vecchio uomo morto e la ragazza addormentata che giacciono pacificamente uno accanto all’altra.

## Produzione
Nel cast troviamo l'attrice australiana Emily Browning, già famosa per aver recitato in Lemony Snicket - Una serie di sfortunati eventi, The Uninvited e Sucker Punch. La scelta di quest'attrice per il ruolo di protagonista non è stata immediata: inizialmente venne infatti scelta Mia Wasikowska, che però rifiutò, preferendo il ruolo principale nel film Jane Eyre. Infine nel febbraio del 2010 venne annunciato che Emily Browning avrebbe vestito i panni di Lucy.